# Sarah Rafferty
Sarah Gray Rafferty (* 6. prosince 1972 New Canaan, Connecticut) je americká herečka. Je známa především svou rolí Donny Paulsen v televizním seriálu Kravaťáci. Objevila se také v mnoha dalších filmech a televizních seriálech, jako jsou například Ďábel nosí Pradu či Zákon a pořádek.

## Mládí a vzdělání
Rafferty vyrostla v Riverside, tedy v jedné z částí města Greenwich, Connecticut. Narodila se jako nejmladší ze čtyř dětí, všichni její sourozenci jsou ženského pohlaví. Svou lásku k umění přisuzuje Rafferty své matce, Mary Lee Rafferty, ředitelce školy Convent of the Sacred Heart, a jejímu otci, Michaeli Griffinovi Rafferty Jr., jenž se těší dvěma úspěšným kariérám v oblasti financí a tvorby olejomaleb. Její sestry se jmenují Maura, Ann a Constance.
Rafferty studovala na Phillips Academy Andover, ve státě Massachusetts, školu absolvovala v roce 1989. Na Hamilton College vystudovala angličtinu. Studiu divadla se věnovala i zahraničně, a to ve Spojeném království na Oxfordské univerzitě. Po absolvování z Hammilton College v roce 1993 šla studovat na Yale School of Drama, na kterém se jí dostalo titulu Magistr umění.

## Osobní život
Rafferty potkala svého manžela Aleksanteri Olli-Pekka Seppala, zaměstnance firmy Lazard, v New Yorku, načež se 23. června 2001 vzali v římskokatolickém kostele St. Mary v Greenwich, Connecticut. Společně mají dvě dcery, Oona Gray (*22. října 2007) a Iris Friday (*leden 2012).
Ona a její spolupracovník v televizním seriálu Kravaťáci, Gabriel Macht, jsou nejlepšími kamarády již přes 20 let. Potkali se roku 1993 na Williamstown Theatre Festival.

## Filmografie

### Film
| Rok  | Název                           | Role             | Poznámky      |
| ---- | ------------------------------- | ---------------- | ------------- |
| 2000 | Mambo Café                      | Amy              |               |
| 2002 | Speakeasy                       | zdravotní sestra |               |
| 2004 | Pes fotbalista: Evropský pohár  | Cora Stone       |               |
| 2006 | East Broadway                   | Sydney           |               |
| 2006 | Ďábel nosí Pradu                | Liz              | Smazaná scéna |
| 2009 | Čtyři opuštění muži             | Julia            |               |
| 2011 | Small, Beautifully Moving Parts | Emily            |               |

### Tv seriál
| Rok       | Název                                            | Role                          | Poznámky                                   |
| --------- | ------------------------------------------------ | ----------------------------- | ------------------------------------------ |
| 1999      | Zákon a pořádek                                  | Jennifer Shaliga              | díl: „Ambitious“                           |
| 2001      | Walker, Texas Ranger                             | Laura Pope                    | díl: „Zoufalé kroky“                       |
| 2002      | Třetí hlídka                                     | Kelly                         | díl: „Crash and Burn“                      |
| 2002      | Kriminálka Miami                                 | Melissa Starr                 | díl: „U konce s dechem“                    |
| 2002      | Policejní okrsek                                 | Sally                         | díl: „Small Packages“                      |
| 2003      | Beze stopy                                       | Dr. Patty Morrison            | díl: „The Friendly Skies“                  |
| 2003      | Odpočívej v pokoji                               | Rachel Mortimer               | díl: „Vnitřní náhled“                      |
| 2003      | The Practice                                     | Judy Wilson                   | díl: „Heroes and Villains“                 |
| 2003      | Tremors                                          | Dr. Casey Matthews            | 3 díly                                     |
| 2003      | Good Morning, Miami                              | Lila                          | Epizoda: The Ex Games                      |
| 2004      | Kriminálka Las Vegas                             | Terry Minden                  | díl: „Jedenáct rozhněvaných porotců“       |
| 2004      | Čarodějky                                        | Carol                         | díl: „Událost v magické škole“             |
| 2004      | Second Time Around                               | Daphne Fitzgerald             | 2 díly                                     |
| 2004      | 8 Simple Rules... for Dating My Teenage Daughter | Danielle                      | díl: „A Very C.J. Christmas“               |
| 2006      | Pepper Dennis                                    | Callie                        | díl: „Heiress Bridenapped: Film at Eleven“ |
| 2007      | Co kdyby Bůh byl sluncem...                      | Rachel                        | TV film                                    |
| 2007      | Football Wives                                   | Kelly Cooper                  | TV film                                    |
| 2008      | Samantha Who?                                    | Kayla Kaminski                | díl: „So I Think I Can Dance“              |
| 2009      | Zákon a pořádek                                  | Sandra Dunbar/Sandra O'Bannon | díl: „Vášeň“                               |
| 2009      | Vražedná čísla                                   | Margo                         | díl: „Ruská ruleta“                        |
| 2009      | Sběratelé kostí                                  | Katie Selnick                 | díl: „Noc s hypotékou“                     |
| 2010      | Bratři a sestry                                  | Gloria Pierson-Davenport      | díl: „Správný polibek“                     |
| 2011–2019 | Kravaťáci                                        | Donna Roberta Paulsen         | Hlavní role                                |
| 2016      | All Things Valentine                             | Avery Parkter                 | TV film                                    |